# Mecynargus
Genre
Synonymes
- Rhaebothorax Simon, 1926
- Conigerella Holm, 1967

Mecynargus est un genre d'araignées aranéomorphes de la famille des Linyphiidae.

## Distribution
Les espèces de ce genre se rencontrent en zone holarctique.

## Liste des espèces
Selon World Spider Catalog (version 17.5, 26/09/2016) :
- Mecynargus asiaticus Tanasevitch, 1989
- Mecynargus borealis (Jackson, 1930)
- Mecynargus brocchus (L. Koch, 1872)
- Mecynargus hypnicola Eskov, 1988
- Mecynargus longus (Kulczyński, 1882)
- Mecynargus minutipalpis Gnelitsa, 2011
- Mecynargus minutus Tanasevitch, 2013
- Mecynargus monticola (Holm, 1943)
- Mecynargus morulus (O. Pickard-Cambridge, 1873)
- Mecynargus paetulus (O. Pickard-Cambridge, 1875)
- Mecynargus pinipumilis Eskov, 1988
- Mecynargus pyrenaeus (Denis, 1950)
- Mecynargus sphagnicola (Holm, 1939)
- Mecynargus tundricola Eskov, 1988
- Mecynargus tungusicus (Eskov, 1981)

## Publication originale
- Chyzer & Kulczyński, 1894 : Araneae Hungariae. Budapest, vol. 2, p. 1-151.